# Rattestroet
De Rattestroet is een straat in de Brusselse wijk de Marollen. De straat loopt van de Huidevetterstraat naar het Vossenplein; de Bloemistenstraat komt erop uit. Rattestroet is de naam in het Brussels. De straat heette van 1806 tot 1853 in het Frans officieel rue des Rats. Voordien was de naam rue des Rats-Morts en ook wel rue du Rat-Mort (Doderattestraat). Dit was een verbastering van Doderast, waarin het Middelnederlandse raste (rust) te herkennen is. In 1853 werd het rue de l’Économie in het Frans. Over de officiële Nederlandstalige naam bestaat onduidelijkheid. Er zijn vier varianten bekend : Spaarzaamheidstraat en Zuinigheidstraat of met dubbele s Spaarzaamheidsstraat en Zuinigheidsstraat, al naargelang de gekozen vertaling voor de l’Économie.

## Trivia

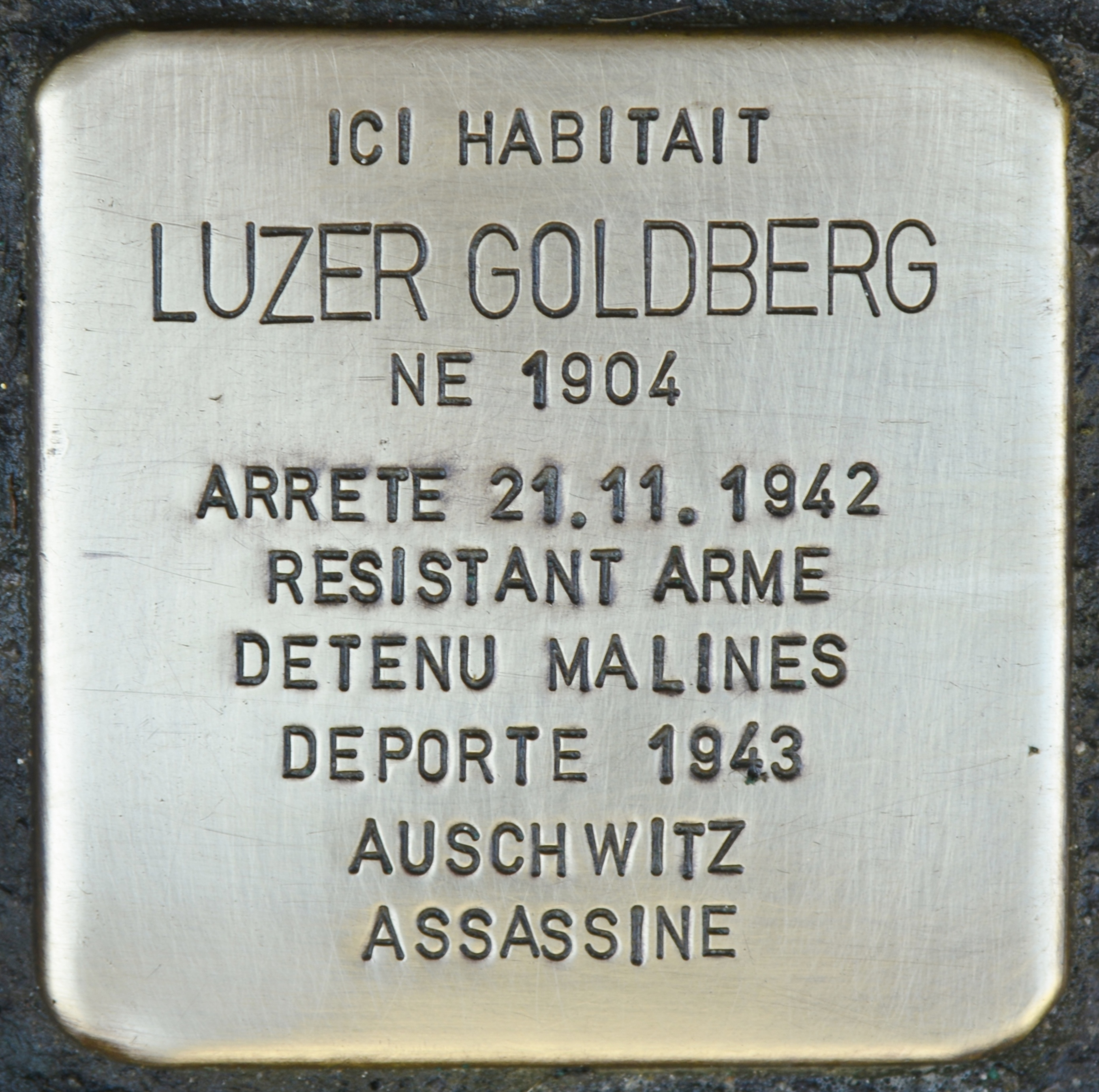
Stolperstein ter herdenking van Luzer Goldberg voor zijn woning op nummer 37

Op zondagmorgen 9 april 1884 stortte een groot huis in aanbouw in.
Op nummer 4 bevindt zich de oudste vestiging van Poverello in het  patronaat van het voormalig kapucijnenklooster. Ook enkele andere delen van het klooster werden later door Poverello overgenomen.
Vele panden zijn opgenomen op de inventarislijst van bouwkundig erfgoed.